# Helen Joseph
Helen Beatrice Joseph, nascuda Helen Beatrice Fennell (8 d'abril de 1905 – 25 de desembre de 1992) va ser una reconeguda activista anti-apartheid sud-africana.

## Biografia
Helen Joseph va néixer a Easebourne, al costat de Midhurst, West Sussex, Anglaterra, i es va graduar al King's College de Londres l'any 1927. Després de treballar com a professora a l'Índia durant tres anys, es va traslladar a Sud-àfrica el 1931, on es va casar amb el dentista Billie Joseph.
Durant la Segona Guerra Mundial va servir a la Women's Auxiliary Air Force com a oficial d'informació i benestar. Després de la guerra i del seu divorci va començar a realitzar obra social, treballant en un centre comunitari multiracial de Ciutat del Cap.

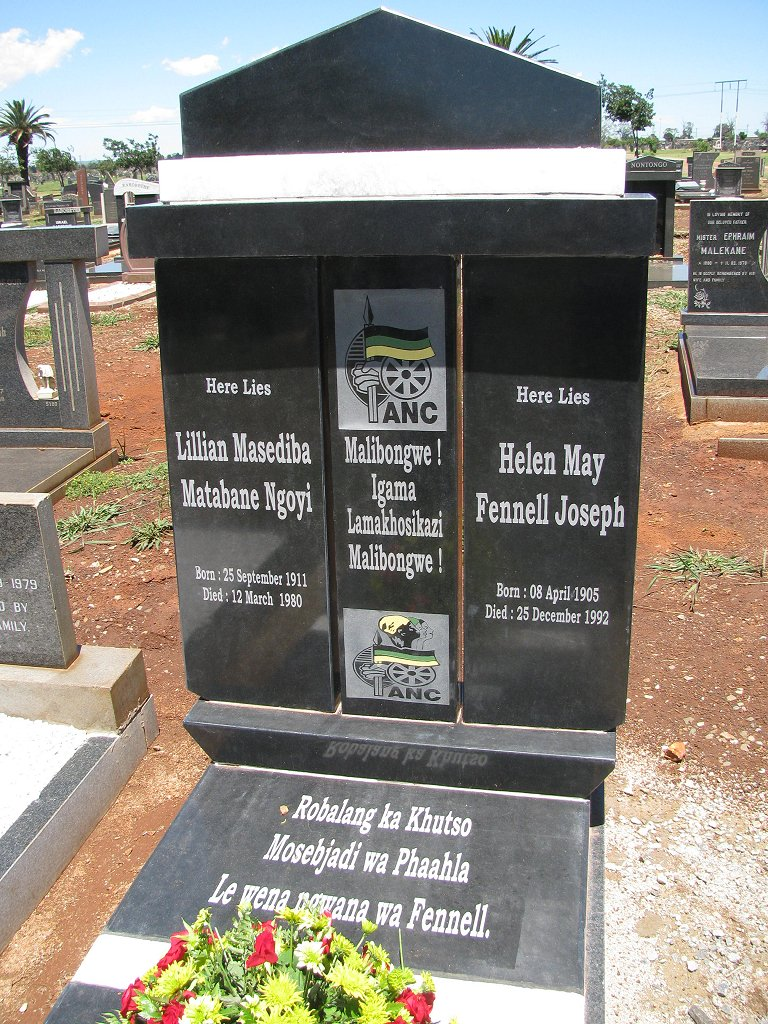
Tomba de Helen Joseph al Cementiri d'Avalon

El 1951 Helen va començar a treballar per la Garment Workers Union, liderada per Solly Sachs. Posteriorment es convertiria en una de les fundadores del Congrés dels Demòcrates de Sud-àfrica, a més a més de ser un dels líders que va redactar la Carta de la Llibertat durant el Congrés del Poble celebrat a Kliptown el 1955. Horroritzada per la situació tan difícil de les dones negres, va ser una de les figures fonamentals en la formació de la Federació de Dones Sud-africanes, convertint-se en la seva líder. En aquesta organització, el 9 d'agost de 1956 va dirigir la marxa de 20.000 dones cap als Union Buildings de Pretòria, seu del govern sud-africà, per protestar contra les lleis recentment aprovades. Actualment, aquest dia encara és celebrat a Sud-àfrica com la Diada Nacional de la Dona, juntament amb altres membres destacats del moviment com Lillian Ngoyi o Albertina Sisulu.
Per les seves activitats, el 1956 va ser un dels acusats durant el conegut com a Judici per Traïció. Va ser arrestada acusada d'alta traïció el desembre d'aquell any, i el 1957 vanejada de qualsevol activitat pública. El judici per traïció es va allargar durant 4 anys, però finalment va ser absolta el 1961. Tot i el seu alliberament, el 13 d'octubre de 1962 Helen es va convertir en la primera persona a patir arrest domiciliari sota la nova Llei del Sabotatge que feia poc havia aprovat el govern apartheid. Va sobreviure diversos atemptats, com quan van disparar a través de la finestra del seu dormitori, o quan van col·locar una bomba amb cable a la porta de casa seva. L'últim vaneig se li va aixecar quan tenia 80 anys.
Helen no va tenir fills propis, però sovint actuava en el lloc dels pares dels fills dels seus camarades tancats a la presó o marxats a l'exili. Uns dels fills de qui es va fer càrrec van ser les filles de Winnie i Nelson Mandela Zinzi i Zenani, així com Ilsa, la filla de Bram Fischer.
Helen Joseph va morir el 25 de desembre de 1992 a l'edat de 87 anys. Aquell mateix any, el Congrés Nacional Africà la va condecorar amb la Medalla Isitwalandwe, la màxima distinció concedida per aquest organisme.

## Llegat
Hi ha diversos espais que porten el seu nom, com l'antic carrer Davenport Road de Glenwood, a Durban, el Helen Joseph Hospital de Johannesburg, una residència d'estudiants de la Universitat de Rhodes (Grahamstown, South Africa), i un carrer a Rustenberg. La Llei de Canvi de Noms de Carreteres (Road Name Change Act) va ser aprovada pel govern de sud-àfrica a partir del 2007, canviant el nom de diversos carrers, com ara el de Davenport Road, que tenien noms d'origen colonial.

## Obra
- If This Be Treason (1963) Andre Deutsch, London
- Tomorrow's Sun (1967) John Day Company, New York
- Side by Side (1987) autobiography, William Morrow & Co, New York ISBN 0688071031